# Catephia dentifera
Catephia dentifera là một loài bướm đêm trong họ Erebidae.